# La Mandragore (roman)
Pour les articles homonymes, voir Mandragore (homonymie).
La Mandragore est un roman d'aventure fantastique écrit par l'auteur québécois Jacques Lazure.
Publié par Soulières éditeur en 2007, ce roman compte 473 pages.

## Résumé
Plante mythique de l’antiquité, la mandragore se présente de nos jours sous la forme d’un roman fantastique de l’auteur québécois Jacques Lazure. Inspiré des grandes œuvres des écrivains germaniques du XVIIIe siècle, le roman reprend, à la sauce moderne, les vieilles légendes et contes qui traitent de cette plante décrite comme magique depuis plusieurs millénaires.

## Récompense
- 2008 - Lauréat du Prix du Jury, catégorie littérature jeunesse - Grands Prix livre de la Montérégie